# Вашингтон-Террес (Юта)
Вашингтон-Террес (англ. Washington Terrace) — місто (англ. city) в США, в окрузі Вебер штату Юта. Населення — 9267 осіб (2020).

## Географія
Вашингтон-Террес розташований за координатами 41°10′8″ пн. ш. 111°58′42″ зх. д. / 41.16889° пн. ш. 111.97833° зх. д. (41.168861, -111.978263).  За даними Бюро перепису населення США в 2010 році місто мало площу 5,10 км², уся площа — суходіл.

## Демографія
Згідно з переписом 2010 року, у місті мешкало 9067 осіб у 3327 домогосподарствах у складі 2343 родин. Густота населення становила 1778 осіб/км².  Було 3462 помешкання (679/км²).
Расовий склад населення:
| - 86,9 % — білих - 2,1 % — чорних або афроамериканців - 1,3 % — азіатів - 0,7 % — корінних американців - 0,3 % — вихідців з тихоокеанських островів - 6,0 % — осіб інших рас |

До двох чи більше рас належало 2,7 %. Частка іспаномовних становила 12,9 % від усіх жителів.
За віковим діапазоном населення розподілялося таким чином: 27,6 % — особи молодші 18 років, 57,4 % — особи у віці 18—64 років, 15,0 % — особи у віці 65 років та старші. Медіана віку мешканця становила 31,1 року. На 100 осіб жіночої статі у місті припадало 95,6 чоловіків;  на 100 жінок у віці від 18 років та старших — 90,8 чоловіків також старших 18 років.
Середній дохід на одне домашнє господарство  становив 56 656 доларів США (медіана — 44 188), а середній дохід на одну сім'ю — 66 383 долари (медіана — 53 922). Медіана доходів становила 47 979 доларів для чоловіків та 29 857 доларів для жінок. За межею бідності перебувало 16,9 % осіб, у тому числі 28,2 % дітей у віці до 18 років та 3,8 % осіб у віці 65 років та старших.
Цивільне працевлаштоване населення становило 4324 особи. Основні галузі зайнятості: освіта, охорона здоров'я та соціальна допомога — 19,3 %, виробництво — 17,2 %, публічна адміністрація — 12,7 %, роздрібна торгівля — 11,8 %.